# Al-Mahdi
Abu Abd Alah Mohamed ibn Abd Alah al-Mansur (arabsko أبو عبد الله محمد بن عبد الله المنصور), bolj znan po svojem vladarskem imenu al-Mahdi (arabsko المهدي, "On, ki ga vodi bog"), je bil od leta 775 so svoje smrti tretji kalif Abasidskega kalifata, * 744 ali 745, Humeima, Bilad al-Šam, † 785, Izeh, Huzistan, Iran.
Bil je naslednik svojega očeta al-Mansurja.

## Mladost
Rojen je bill leta 744 ali 745 v vasi Humeima v sedanji Jordaniji. Ko je bil star deset let je njegov oče postal drugi kalif Abasidskega kalifata. Kot sin kalifa se je moral uveljaviti kot močno osebnost. Na vzhodnem bregu Tigrisa je nadziral gradnjo Bagdada z mošejo in kraljevo palačo v njegovem središču. Tisti del mesta je postal znan kot Rusafa.
Po poročilih sodobnikov je bil visok, šarmanten, zagorelega obraza z visokim čelom in valovitimi lasmi in ljubitelj žensk.
Ko je bil star 15 let, je bil poslan zatret vstajo Abdurja Rahmana bin Abdula Džabarja Azdija v Velikem Horasanu. Razen tega upora je zatrl tudi upora guvernerja Tabaristana Ispahbuda in Astazisa, pri čemer je pobil več kot 70.000 njunih privržencev. S temi akcijami je prišel Tabaristan pod trdno oblast Abasidov. Leta 762 ke postal guverner vzhodnega dela Abasidskega kalifata s sedežem v Raju. Tu se je zaljubil v al-Hajzuran, hčerko vojskovodje v Heratu, s katero je imel več otrok, vključno z bodočim četrtim kalifom al-Hadijem in petim kalifom Harunom al-Rašidom.

### Vladanje
Kalif al-Mansur je umrl leta 775 na romanju v Meko. Nasledil ga je njegov izbranec al-Mahdi. Prenos oblasti je potekel brez, kasneje običajnega, prelivanja krvi.
Svojo vladavino je začel z osvoboditvijo več političnih zapornikov, širitvijo in okraševanjem svetih krajev v Meki in Medini ter gradnjo fontan in bivališč za romarje. Razširil je poštno službo, povečal svojo tajno službo, utrdil mesta in povečal število sodnikov. Pozornosti vredna je bila tudi njegova dobrodelnost.
Rad je imel glasbo in poezijo in bil pokrovitelj številnih glasbenikov in pesnikov. Znana pesnika in glasbenika sta bila tudi njegov sin Ibrahim ibn al-Mahdi (779–839) in hčerka Ulaja bint al-Mahdi (777-825).
Leta 775 je v Bagdad pripotoval bizantinski odposlanec Tarat, da bi Al-Mahdiju prenesel čestitke bizantinskega cesarja ob njegovem pristopu na prestol. Tarat je bil tako zadovoljen z gostoljubjem, da je ponudil, da bo s svojim inženirskim znanjem zgradi mlin, ki bo ustvaril 500.000 dirhamov letnega dobička, kolikor bi stala njegova gradnja. Njegova napoved se je uresničila in al-Mahdi je ukazal, naj se ves dobiček izroči odposlancu. Dobiček se mu je domnevno izplačeval do njegove smrti leta 780.
Medtem ko so se prvi abasidski kalifi ukvarjali z utrjevanjem svoje oblasti, so bili Bizantinci med al-Mahdijevo vladavino okupirani z boji proti slovanskim plemenom v Makedoniji in Bolgarom v Trakiji. Al-Mahdi se je počutil varnega in se je z Bizantinci vojskoval bolj kot njegovi predhodniki. Mejo Sirije je pomaknil do armenske meje in zasedel strateško mesto Tarz, ki je povezovalo Anatolijo, Sirijo in severni Irak.
Leta 777 je zadušil vstajo Jusufa ibn Ibrahima v Horasanu, odstavil sina Isa ibn Muso kot svojega naslednika in na njegovo mesto imenoval svojega sina Muso al-Hadija. Naslednje leto je zatrl upor Abdulaha ibn Marvana ibn Mohameda, ki je vodil ostanke Omajadov v Siriji.
S svojim sinom Harunom se je odpravil na dve pomembni vojaški plovbi, prvo leta 779 in drugo leta 781. Na poti je poučeval in usposabljal svojega sina za bodočega kalifa.
Leta 785 je ena od njegovih priležnic poskušala zastrupiti sužnjo, na katero je bila ljubosumna. Zastrupljeno hruško je pomotoma pojedel al-Mahdi in še tisto noč v bolečinah umrl. Star je bil 43 let.
Drug sodobni zapis omenja, da je umrl zaradi padca s konja.

## Notranja politika
Svetovljansko mesto Bagdad je med al-Mahdijevo vladavino zacvetelo. Privabljalo je priseljence iz Arabije, Iraka, Sirije, Perzije in tako oddaljenih držav, kot sta Afganistan in Španija. V Bagdadu so ob vedno številčnejši muslimanski večini živeli tudi kristjani, Judje, hindujci in zoroastrijci. Postal je največje mesto na svetu.
Nadaljeval s širitvijo državne uprave in ustanovil nove oddelke (divan) za vojsko, državno pisarno in davčno upravo. Nove oddelke je vodila družina Barmakidov, ki so bili perzijskega porekla in prvotno budisti. Imenovani so bili novi sodniki (kadi), zakoni proti Nearabcem pa so bili ukinjeni. 
Velik napredek je pomenila uvedba papirja iz Kitajske leta 751. Na zahodu papirja še niso uporabljali. Arabci in Perzijci so uporabljali papirus, Evropejci pa velum in pergament. Industrija, povezana s papirjem je doživela tolikšen razmah, da se je s papirjem in prodajo knjig ukvarjala cela ulica v središču Bagdada. Cenenost in obstojnost papirja sta bila ključnega pomena za učinkovito rastoče abasidske birokracije.
Na verskem področju se je al-Mahdi ukvarjal predvsem z dvema zadevama: preganjanjem krivovercev in uvajanjem ortodoksnosti.

## Žene in otroci
- Rita (žena), hčerka kalifa Abdul Abasa as-Safana:
- Hajzuran (žena, umrla 789), bivša sužnja iz Jemna:
  - al-Hadi (764—786), kalif v letih 785—786
  - Harun al-Rašid (766—809), kalif v letih 786—809
  - Isa
  - Ubajdalah, namestnik v Azerbajdžanu in Armeniji in zatem v Egiptu
  - še en sin
  - Banuka (okoli 767 — okoli 783)
  - Abasa
- Priležnica iz Baktrije:
  - Mansur, vojskovodja v vojni z Bizanci v državljanski vojni al-Amina z al-Mamunom
- Šikli (priležnica), afriška sužnja:
  - Ibrahim ibn al-Mahdi (779—839), kalif uzurpator in ugleden pesnik
- Maknuna (priležnica):
  - Ulaja (777—825), znana pesnica

## Smrt in nasledstvo
Al-Mahdi je pod vplivom svoje žene Hajzuran za svoje naslednike izbral njuna sinova. Prvi naslednik naj bi bil Musa al-Hadi. Zaradi Hajzuraninih spletk si je premislil in namesto njega izbral Haruna al-Rašida. Muso al-Hadija je nameraval prepričati, naj se odpove prestolu v korist mlajšega brata, vendar je na poti k njemu zaradi nesreče na lovu umrl.